# Druga strona medalu
Druga strona medalu – drugi album studyjny polskiej grupy muzycznej Zipera. Wydawnictwo ukazało się 14 lutego 2004 roku nakładem wytwórni muzycznej Prosto. Płytę poprzedził wydany 6 grudnia 2003 roku singel pt. Bez ciśnień. Piosenka dotarła m.in. do 30. miejsca Szczecińskiej Listy Przebojów Polskiego Radia.
Gościnnie w nagraniach wzięli udział m.in. Marta EF, Juras, Peja, Dragon Davy, Dynam oraz Muniek Staszczyk, znany z występów w zespole T.Love. Materiał wyprodukowali członkowie Zipery: Pono i Fu, a także Waco, L.A., Vienio, Sqra, Zdolny Dzieciak, Pióro oraz Doniu.
Nagrania dotarły do 8. miejsca zestawienia OLiS. 2 lipca, także 2004 roku album został wydany na dwóch płytach gramofonowych.

## Lista utworów
Opracowano na podstawie materiału źródłowego.
Album
| Nr | Tytuł                                            | Czas | Producent       |
| -- | ------------------------------------------------ | ---- | --------------- |
| 1  | "Intro" (gościnnie: Marta EF)                    | 0:55 | Waco, Fu        |
| 2  | "Druga strona medalu" (gościnnie: Marta EF)      | 4:46 | L.A.            |
| 3  | "To o tym, że..." (gościnnie: Juras)             | 3:24 | Fu              |
| 4  | "W konwencji rap" (gościnnie: Peja)              | 4:51 | L.A.            |
| 5  | "Do roboty!" (gościnnie: Muniek Staszczyk)       | 4:40 | Vienio, Waco    |
| 6  | "Archiwum ideologii"                             | 3:40 | L.A.            |
| 7  | "Wróg"                                           | 4:36 | Waco            |
| 8  | "Patriota"                                       | 4:14 | Sqra            |
| 9  | "Bez ciśnień" (gościnnie: Dragon Davy, Toma)     | 4:49 | Waco, Pono      |
| 10 | "Autorytet" (gościnnie: Cyklon)                  | 5:11 | Zdolny Dzieciak |
| 11 | "Przeciwności losu" (gościnnie: Dynam)           | 4:35 | Pióro           |
| 12 | "Co ci zrobię jak cię złapię?" (gościnnie: Waco) | 5:22 | Waco            |
| 13 | "Pokusy życia"                                   | 4:02 | Doniu           |
| 14 | "Znaki czasu"                                    | 4:40 | Pióro           |
| 15 | "Vabank"                                         | 3:09 | Doniu           |

Singel
| Bez ciśnień |
| --- |
| 1. "Bez ciśnień" (RMX Korzeń Radio Edit) (produkcja: Korzeń, gościnnie: Dragon Davy, Toma) - 4:50 2. "Bez ciśnień" (RMX Piooro Radio Edit) (produkcja: Piooro, gościnnie: Dragon Davy, Toma) - 4:59 3. "Bez ciśnień" (Radio Edit) (produkcja: Pono, Waco, gościnnie: Dragon Davy, Toma) - 4:50 4. "Vabank" (Radio Edit) (produkcja: Doniu) - 3:10 5. "Bez ciśnień (RMX Hohoł Radio Edit)" (produkcja: Hohoł, Pono, gościnnie: Dragon Davy, Toma) - 4:44 6. Zwiastun albumu Druga strona medalu - 3:42 |